# Socha svatého Bernarda z Clairvaux (Karlovy Vary)
Barokní socha svatého Bernarda z Clairvaux v Karlových Varech  stojí na okraji Bernardovy skály u Mlýnské kolonády. Pochází z roku 1706, autorsky je neurčena. Připomíná původní Bernardův pramen.
Byla prohlášena kulturní památkou, je památkově chráněna od 3. května 1958, event. 5. února 1964, rejstř. č. ÚSKP 28332/4-875.

## Bernardova skála
Masivní žulový skalní ostroh Bernhardfelsen – Bernardova skála zasahoval původně až do poloviny řečiště řeky Teplé a rozděloval tak její levý břeh. Pod skálou vytékaly divoké vývěry horkých pramenů. (Odedávna se zde plavili koně a místo tak dostalo název koňské lázně). V letech 1844–1845 byla přečnívající skála odlámána a byla zřízena i levobřežní promenádní cesta. Divoké vývěry byly svedeny do mělké jímky a vznikl tak jeden lázeňský pramen. Ten nebyl dlouho pojmenován; nakonec dostal jméno „Bernardův“ podle skály, zpod níž vytryskl. Již tehdy se počítalo s jeho začleněním do plánované velké promenádní cesty zamýšlené pro pitnou kúru. To se však uskutečnilo až výstavbou Mlýnské kolonády, pro níž byla v následujícím období odtěžena další část Bernardovy skály.

## Historie
Na Bernardově skále byla v roce 1706 postavena socha svatého Bernarda z Clairvaux. Její autor není znám.
V roce 1891 z důvodu odtěžení části ostrohu pro rozšíření Mlýnské kolonády byla socha světce snesena na spodní okraj skály.
V roce 1992 byla restaurována.

## Popis
Socha znázorňuje svatého Bernarda z Clairvaux. Stojí na okraji Skalníkových sadů při úpatí zbytku Bernardovy skály pod terasou se sloupem vévodů z Cambridge.
Představuje prostovlasého světce v řasnatém řádovém rouchu s charakteristickými atributy. Na levém rameni nese kříž obtočený trnovou korunou s tabulkou s nápisem „INRI“. Kříž má opřený o pokrčenou levou nohu a levou rukou si jej přidržuje. Pravou ruku má položenu na prsou. Socha stojí na nízkém hranolovém podstavci s horní i spodní krycí deskou. V dolní části je vysekán letopočet „1706“.